# غونثر لانج
غونثر لانج (بالألمانية: Hans-Günther Lange)‏ هو جندي ألماني، ولد في 28 سبتمبر 1916 في هانوفر في ألمانيا، وتوفي في 3 أبريل 2014 في كيل في ألمانيا.